# سومنر بين
سومنر بين (بالإنجليزية: Sumner Paine)‏ (و. 1868 – 1904 م) هو لاعب رماية أمريكي، ولد في بوسطن، شارك في Shooting at the 1896 Summer Olympics – Men's 30 metre pistol ‏، وShooting at the 1896 Summer Olympics – Men's 25 metre military pistol ‏، توفي في بوسطن، عن عمر يناهز 36 عاماً.

## التعليم
تعلم في جامعة هارفارد.

## روابط خارجية
- سومنر بين على موقع أوليمبيديا (الإنجليزية)